# Manade Cuillé
La manade Cuillé est un élevage de taureaux de Camargue, fondée en 1971, par Jean-Pierre Cuillé et Philippe Cuillé.
Les couleurs de sa devise sont le blanc et le vert. Elle est actuellement la propriété de Jean-Pierre et Pierre Cuillé qui possèdent également un élevage de taureaux braves à Salin-de-Giraud. Philippe et son neveu dirigent également les arènes d'Alès et les arènes de Vauvert. Ils ont créé en 2013 une empresa.
Comme Hubert Yonnet et de nombreux éleveurs de taureaux de Camargue, les Cuillé élèvent deux races de taureaux (AOC et race brave). Les taureaux de Cuillé sont dotés des caractéristiques de la souche Baroncelli. Ce sont des taureaux bien armés et développés aux aptitudes plutôt barricadiéres bien qu'ils soient cocardiers également. Ce sont des taureaux plutôt mobiles et redoutés des raseteurs.

## Historique
En 1971, les frères Cuillé, gardians amateurs, décident de créer leur propre manade. Ils font l'acquisition d'un lot de vaches de leurs voisins et amis, la famille Laurent. Très vite l'élevage est propulsé sur le devant de la scène avec l'obtention de son premier trophée majeur : le Biòu de l'avenir avec Paco (1978). La manade devient rapidement un élevage incontournable de la course camarguaise.
Les cocardiers de Cuillé sont très appréciés du public. Rousset, taureau criminel à la barrière reçoit par deux fois le titre suprême de Biòu d'or, Le Fri remporte le Biòu de l'avenir, Studio est un taureau explosif qui ravit le public. Les cocardiers font l'affiche durant des décennies mais il faut attendre 2000 pour voir à nouveau la récompense suprême avec Pythagore, taureau à l'armature originale mais tellement généreux ; il fera sa despedida (ses adieux) à Lunel en 2004 et sa dernière apparition sera dans les arènes de Générac (2010) avant de mourir quelques mois plus tard. L'année 2010 est une année dorée pour l'élevage puisqu'il réalise le doublé avec Guépard et Mignon pour les deux titres majeurs (fait historique puisque seul Lafont a réussi ce même doublé auparavant). Guépard est criminel, doté d'une anticipation et d'un revers à la planche exceptionnel ; quant à Mignon, il domine ses adversaires sans aucune contestation. Aujourd'hui, le chef de file de la manade se nomme Horacio, un taureau dont les enfermées enchantent le public (Le Grau-du-Roi, mai 2013). En 2015 un nouveau titre vient garnir les étagères de la manade avec le titre de Biòu d'or pour Mignon.   
En 2017, et pour la troisième fois d'affilée, le taureau Mignon est Biòu d'or, récompensant ainsi le cocardier de la manade Cuillé.  
Trophées majeurs remportés :
- 1978 : Paco - Biòu de l'avenir
- 1979 : Rousset - Biòu de l'avenir
- 1981 : Rousset - Biòu d'or
- 1982 : Rousset - Biòu d'or
- 1983 : Le Fri - Biòu de l'avenir
- 2000 : Pythagore - Biòu d'or
- 2010 : Guépard - Biòu d'or
- 2010 : Mignon - Biòu de l'avenir
- 2015 : Mignon - Biòu d'or
- 2016 : Mignon - Biòu d'or
- 2017 : Mignon - Biòu d'or